# Franz Thaler
Franz Thaler (né à Sarentino le 6 mars 1925 et mort le 29 octobre 2015) est un pacifiste, un artisan et un maroquinier italien. Survivant des camps de concentration de Dachau et de Hersbruck, il est un exemple de la résistance antinazie dans le Tyrol du Sud.

## Biographie
Né en 1925 dans la commune de Sarentino, dans le Tyrol du Sud, il appartenait à la minorité locale de langue allemande. Avec le choix du père en 1939 de ne pas faire partie des Optants et donc de ne pas émigrer dans le Troisième Reich, commença pour la famille Thaler une période difficile et une marginalisation qui amenèrent Franz à être exclu de l’école.
Après que les Allemands eurent occupé le Tyrol du Sud et constitué la Zone d'opérations des Préalpes en mai 1944, lorsqu’il avait dix-neuf ans, et bien qu’il fût citoyen italien (Dableiber), il reçut l’ordre de se présenter pour l'enrôlement au Polizeiregiment « Schlanders » (Silandro), jumeau du Polizeiregiment « Bozen » (Bolzano) qui est plus connu. Thaler prit la fuite et se réfugia dans la montagne mais, après que les Allemands eurent menacé la famille de représailles (en se fondant sur la loi allemande de la Sippenhaft), ne put pas se soustraire lorsque le père l’eut supplié de se rendre. Il fut poursuivi en justice par la cour martiale, mais, du fait qu’il était mineur (à l'époque on était majeur à vingt et un ans) et en s'étant rendu de lui-même, il ne fut pas condamné à mort mais à dix ans de détention et de travaux forcés dans un camp de concentration.
En décembre 1944, il arriva au camp de concentration de Dachau pour être transféré le même mois à celui de Hersbruck (dépendance du camp de Flossenbürg) où il travailla dans l'équipe des constructions.
Le 29 avril 1945, le camp de concentration fut libéré par les troupes américaines et Thaler fut transféré dans un camp de prisonniers français. Rentré chez lui en août 1945, il commença à écrire un livre de souvenirs, Unvergessen-Dimenticare mai, qui ne fut publié qu’en 1989. Il travailla comme artisan maroquinier jusqu’à sa retraite dans son lieu de naissance, Sarentino.
Après la Deuxième Guerre mondiale, comme le montrent sa biographie, le livre cité sur sa vie et ses idées, Unvergessen-Dimenticare mai, ainsi que ses déclarations dans le film documentaire Des bringst du nimmer ausm Kopf - Die Erinnerungen des Franz Thaler, de Leo Hauser (– On peut traduire le titre par « Cela, tu ne pourras jamais plus te l’effacer de la tête - Les souvenirs de Franz Thaler »), il a toujours été un partisan décidé d’une cohabitation sereine entre les trois groupes ethniques du Tyrol du Sud.

## Après la guerre
En 2010, en même temps que Josef Mayr-Nusser qui s’opposa au nazisme et en fut victime, il fut nommé citoyen d’honneur de la ville de Bolzano. En 2016, le fonds de Thaler a été donné par sa famille à les archives municipales de Bolzano.
Luis Sepúlveda a connu Thaler et il a raconté son histoire dans un chapitre de son livre publié en 2010 Ritratto di gruppo con assenza (édité par Guanda), intitulé « Alchimia della luce, del rispetto e del miracolo ». Sur Thaler Sepulveda a dit : « Nous connaissons la violence de la dictature, nous partageons le même rêve de paix et de fraternité » .

## Publications
- (de) Unvergessen. Option, KZ, Kriegsgefangenschaft, Heimkehr. Ein Sarner erzählt, Édition Raetia, Bolzano 1999,  (ISBN 88-7283-128-8)
- (it) Dimenticare mai: opzioni, campo di concentramento di Dachau, prigioniero di guerra, ritorno a casa, traduction de Peter Litturi, préface de Carlo Romeo, chronologie de Leopold Steurer, Édition Raetia, Bolzano 1990,  (ISBN 88-7283-206-3)
- (en) Unforgotten : a Memoir of Dachau, traduit par Paul Crichton et Christl Kiener, Kiener, Londres-Monaco 2011,  (ISBN 978-3-943324-99-0)

## Filmographie
- (de) Des bringst du nimmer ausm Kopf – Die Erinnerungen des Franz Thaler, de Leo Hauser (prod. ZeLIG, Bolzano, 1997 – En dialecte du Sud-Tyrol avec sous-titres en allemand et en anglais)